# Megachile tranquilla
Megachile tranquilla är en biart som beskrevs av Cockerell 1911. Megachile tranquilla ingår i släktet tapetserarbin, och familjen buksamlarbin. Inga underarter finns listade i Catalogue of Life.